# Inawashirosjön

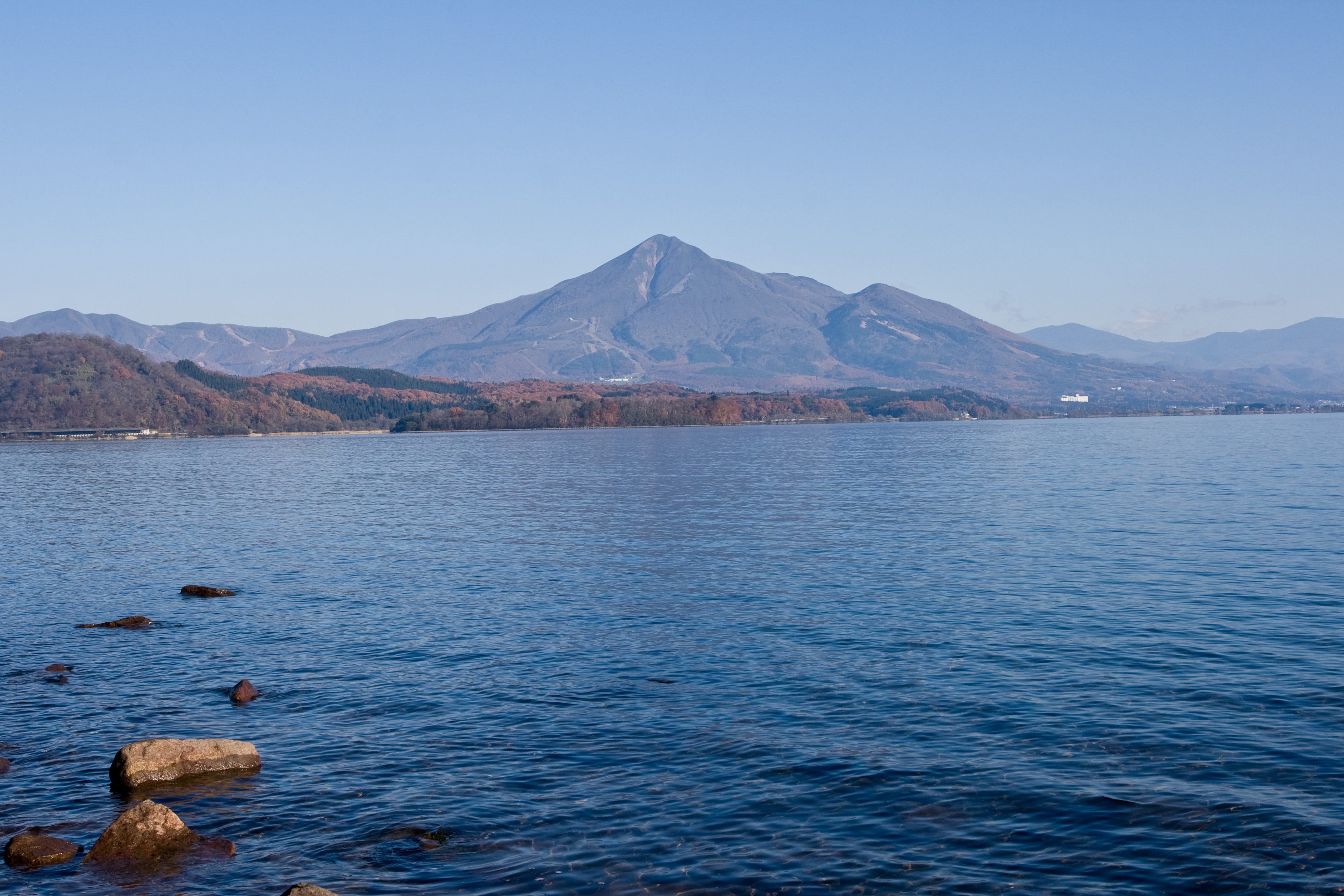
Berget Bandai sett från Inawashirosjön.

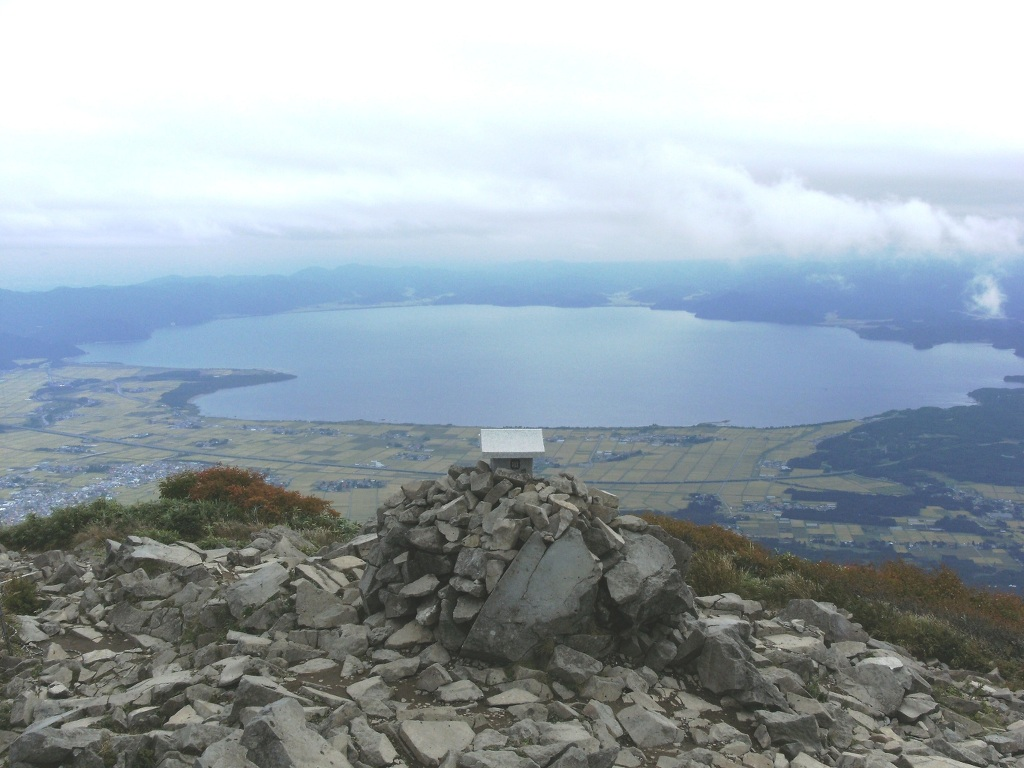
Inawashirosjön sedd från berget Bandai.

Inawashirosjön (japanska: 猪苗代湖 - Inawashiro-ko) är den fjärde största insjön i Japan. Den ligger centralt i prefekturet Fukushima på huvudön Honshu. Inawashirosjön kallas också Tenkyō-ko på japanska, som översatt till svenska blir himmelsspegelns sjö, eftersom ytan reflekterar det närliggande berget Bandai som en spegel. I den västliga delen av sjön ligger sjöns enda ö, Okinajima.
Inawashirosjön skapades av en pyroklastiskt flöde när vulkanen Bandai dämde upp en tektonisk försänkning i landskapet. På grund av detta utbrott är vattnet fortfarande något surt, och inga alger eller vattenväxter trivs i vattnet. Bristen på vattenväxter har gjort vattnet speciellt klart och rent.